# Truyền hình mặt đất

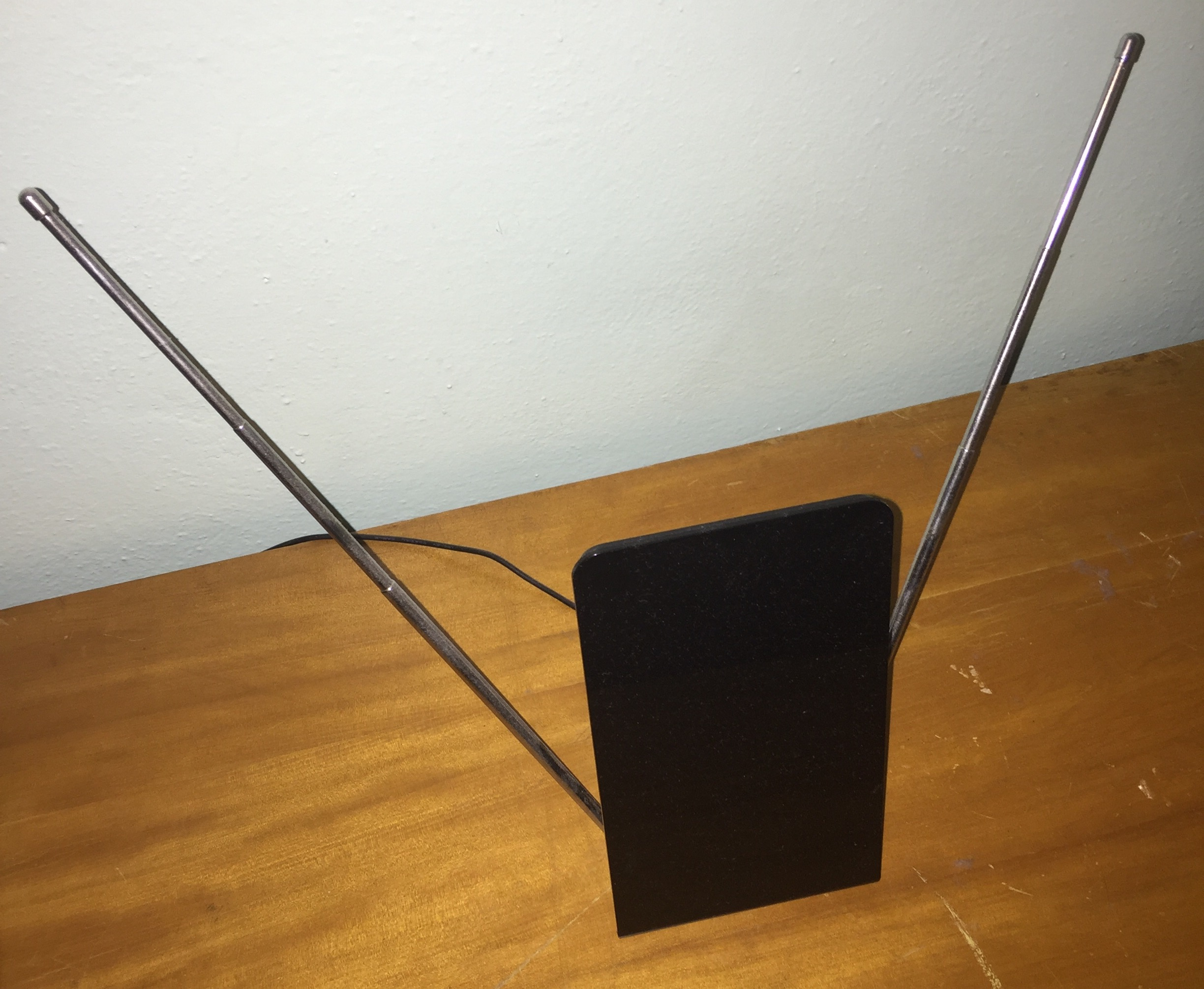
Ăng-ten trong nhà dùng cho thu sóng
truyền hình mặt đất

Truyền hình mặt đất là phương thức phát sóng ti vi mà trong đó tín hiệu được truyền bằng sóng radio từ một trạm phát của đài truyền hình trên mặt đất đến thiết bị thu qua ăng-ten.